# 黃尾豆娘魚
黃尾豆娘魚，又稱黃尾雀鯛、暗色雀鯛，俗名為厚殼仔，為輻鰭魚綱鱸形目隆頭魚亞目雀鯛科的其中一種。

## 分布
本魚分布於印度西太平洋區，包括南非、新不列顛、馬達加斯加、台灣、菲律賓、印尼、越南、澳洲西部等海域。

## 深度
水深0至4公尺。

## 特徵
本魚體呈紫黑色，尾鰭黃色，體呈卵圓形而側扁。吻短而略尖。眼中大，上側位。口小，上頜骨末端不及眼前緣。齒單列，齒端具缺刻。體側有5條淡紫色橫帶，其橫帶甚窄。第一條起自背鰭起點，而最後一條則起於背鰭末端。體被大櫛鱗；側線之有孔鱗片19至21個。背鰭硬棘13枚；軟條13至14枚；臀鰭硬棘2枚；軟條13至14枚。體長可達13公分。

## 生態
本魚棲息於沿岸較淺處的岩礁區，通常都在其避難所附近活動，大多數尾一小群，機警性高，不易親近。屬雜食性，以藻類及浮游生物為食。

## 經濟利用
為食用性魚類，油炸使骨酥則味美，亦可飼養觀賞。